# Cratere Ravgga
Ravgga è un cratere presente sulla superficie di Tritone, il principale satellite di Nettuno; il suo nome deriva da quello di Ravgga, una divinità finnica a forma di pesce, che rivela la fortuna agli avventori.